# Peintre de Briséis

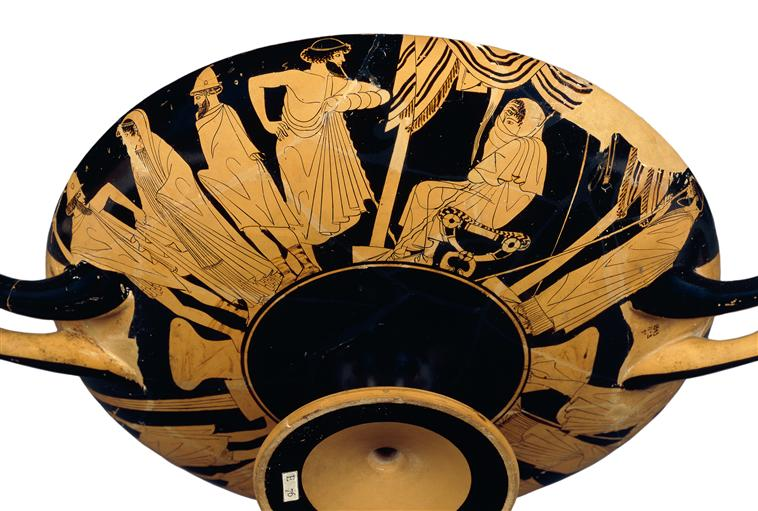
Coupe E 76 (BAPD 204400) représentant Achille et Briséis, British Museum.

Le peintre de Briséis est un peintre de vases grec du style attique à figures rouges actif au cours des troisième et quatrième décennies du Ve siècle av. J.-C. Son nom dérive d'une coupe trouvée à Vulci, la coupe E 76 conservée du British Museum représentant Achille et Briséis,. 
Il fait partie des artistes qui constituent le groupe des adeptes du peintre de Brygos. Son activité s'est déroulée parallèlement à celle des peintres de Dokimasie et de la Fonderie. Ses figures sont circonscrites et isolées. John Beazley attribue au peintre une cinquantaine d’œuvres parmi lesquelles de grands vases et pour la plupart, des coupes.